# David Šifman
David Šifman (hebrejsky: דוד שיפמן, žil 14. dubna 1923 – 18. října 1982) byl izraelský politik a poslanec Knesetu za stranu Likud.

## Biografie
Narodil se ve Varšavě v Polsku. V roce 1924 přesídlil do dnešního Izraele. Vystudoval ješivu v Kfar Chasidim a učitelský seminář v Jeruzalému. Sloužil v izraelské armádě u vojenské policie, kde dosáhl hodnosti majora (Rav Seren).

## Politická dráha
Byl aktivní v mládežnickém hnutí Bnej Akiva. Založil ješivu napojenou na toto hnutí ve vesnici Kfar ha-Ro'e. V letech 1957–1972 byl generálním tajemníkem Izraelské asociace obchodníků. V letech 1968–1974 řídil firmu dodávající pro hotely. V letech 1965–1981 zasedal v samosprávě města Tel Aviv, kde byl v letech 1974–1981 místostarostou a předsedou odboru mládežnického a inženýrského. Byl předsedou správní rady firmy Israel Electric Corporation a Netivej Ajalon. Předsedal ústřednímu výboru Liberální strany.
V izraelském parlamentu zasedl po volbách v roce 1981, do nichž šel za Likud. V letech 1981–1982 zastával post náměstek ministra dopravy. Zemřel během funkčního období. Jeho poslanecké křeslo zaujal Ari'el Weinstein.